# Barbut pitbrú
El barbut pitbrú (Pogonornis melanopterus) és una espècie d'ocell de la família dels líbids (Lybiidae). 

Habita les sabanes de les terres baixes des del sud de Somàlia, cap al sud, a través del sud-est de Kenya i est i sud de Tanzània fins l'est de Malawi i nord-est de Moçambic.